# Mariam Soucko
 Mariam Soucko est une femme politique malienne.
Elle est élue députée à l'Assemblée nationale dans le cercle de Bafoulabé aux élections législatives maliennes de 2020. L'Assemblée nationale est dissoute le 19 août 2020 après un coup d'État.